# Borwein-Integral
In der Mathematik bezeichnet Borwein-Integral Integralterme, die Produkte der Sinc-Funktion enthalten und deren ungewöhnliche Eigenschaften erstmals 2001 von den Mathematikern David Borwein und Jonathan Borwein vorgestellt wurden.
Folgen dieser Integrale sind bekannt dafür, dass sie scheinbare Muster beinhalten, die sich dann aber als falsch herausstellen. 

## Einfache Folge
Die einfachste Folge sind folgende Integrale, die für die ersten sieben Glieder exakt {\displaystyle \pi /2}, danach aber minimal kleinere Werte liefert.
{\displaystyle {\begin{aligned}&A_{1}=\int _{0}^{\infty }{\frac {\sin(x)}{x}}\,\mathrm {d} x=\pi /2\\[10pt]&A_{2}=\int _{0}^{\infty }{\frac {\sin(x)}{x}}{\frac {\sin(x/3)}{x/3}}\,\mathrm {d} x=\pi /2\\[10pt]&A_{3}=\int _{0}^{\infty }{\frac {\sin(x)}{x}}{\frac {\sin(x/3)}{x/3}}{\frac {\sin(x/5)}{x/5}}\,\mathrm {d} x=\pi /2\end{aligned}}}
Dieses Muster wiederholt sich bis
{\displaystyle A_{7}=\int _{0}^{\infty }{\frac {\sin(x)}{x}}{\frac {\sin(x/3)}{x/3}}\cdots {\frac {\sin(x/13)}{x/13}}\,\mathrm {d} x=\pi /2}
Das folgende Glied lautet aber:
{\displaystyle {\begin{aligned}A_{8}&=\int _{0}^{\infty }{\frac {\sin(x)}{x}}{\frac {\sin(x/3)}{x/3}}\cdots {\frac {\sin(x/13)}{x/13}}{\frac {\sin(x/15)}{x/15}}\,\mathrm {d} x\\[10pt]&={\frac {467807924713440738696537864469}{935615849440640907310521750000}}\pi \\[10pt]&={\frac {\pi }{2}}-{\frac {6879714958723010531}{935615849440640907310521750000}}\pi \\[10pt]&\simeq {\frac {\pi }{2}}-2{,}310057\cdot 10^{-11}\ {\color {red}<}\ {\frac {\pi }{2}}\ .\end{aligned}}}
Auch die folgenden Glieder {\displaystyle A_{9},A_{10},\ldots } weichen immer weiter von {\displaystyle \pi /2} ab.
Der Grenzwert {\displaystyle A_{\infty }} liegt bei etwa {\displaystyle \,\pi /2-3{,}52\cdot 10^{-5}}.
Hinweis
Man beachte {\displaystyle 1/3+1/5+\ldots +1/13=0{,}9551\ldots \leq 1},  aber {\displaystyle 1/3+1/5+\ldots +1/13+1/15=1{,}0218\ldots \not \leq 1}.

## Längere Folge
Wem das noch nicht gereicht hat, die Folge behält dieses Verhalten wesentlich länger bei:
{\displaystyle {\begin{aligned}&A_{1\;}=\int _{0}^{\infty }2\cos(x){\frac {\sin(x)}{x}}\,\mathrm {d} x=\pi /2\\[10pt]&A_{2\;}=\int _{0}^{\infty }2\cos(x){\frac {\sin(x)}{x}}{\frac {\sin(x/3)}{x/3}}\,\mathrm {d} x=\pi /2\\[10pt]&A_{3\;}=\int _{0}^{\infty }2\cos(x){\frac {\sin(x)}{x}}{\frac {\sin(x/3)}{x/3}}{\frac {\sin(x/5)}{x/5}}\,\mathrm {d} x=\pi /2\end{aligned}}}
Dieses Muster wiederholt sich hier bis
{\displaystyle A_{56}=\int _{0}^{\infty }2\cos(x){\frac {\sin(x)}{x}}{\frac {\sin(x/3)}{x/3}}\cdots {\frac {\sin(x/111)}{x/111}}\,\mathrm {d} x=\pi /2,}
aber nicht mehr bei diesem Glied
{\displaystyle A_{57}=\int _{0}^{\infty }2\cos(x){\frac {\sin(x)}{x}}{\frac {\sin(x/3)}{x/3}}\cdots {\frac {\sin(x/111)}{x/111}}{\frac {\sin(x/113)}{x/113}}\,\mathrm {d} x\;\simeq {\frac {\pi }{2}}-2{,}332429\cdot 10^{-138}\ {\color {red}<}\ {\frac {\pi }{2}}\ .}
Hinweis
Man beachte {\displaystyle 1/1+1/3+\ldots +1/111=2{,}9944\ldots <3},  aber {\displaystyle 1/1+1/3+\ldots +1/111+1/113=3{,}0032\ldots >3}.

## Noch längere Folge
Diese Folge reißt erst nach 14419 Gliedern aus.
{\displaystyle {\begin{aligned}&A_{1}=\int _{0}^{\infty }{\frac {\sin(x)}{x}}\,\mathrm {d} x=\pi /2\\[10pt]&A_{2}=\int _{0}^{\infty }{\frac {\sin(x)}{x}}{\frac {\sin(x/11)}{x/11}}\,\mathrm {d} x=\pi /2\\[10pt]&A_{3}=\int _{0}^{\infty }{\frac {\sin(x)}{x}}{\frac {\sin(x/11)}{x/11}}{\frac {\sin(x/21)}{x/21}}\,\mathrm {d} x=\pi /2\end{aligned}}}
Dieses Muster wiederholt sich bis
{\displaystyle A_{14418}=\int _{0}^{\infty }{\frac {\sin(x)}{x}}{\frac {\sin(x/11)}{x/11}}\cdots {\frac {\sin(x/144171)}{x/144171}}\,\mathrm {d} x=\pi /2}
Das folgende Glied lautet aber:
{\displaystyle A_{14419}=\int _{0}^{\infty }{\frac {\sin(x)}{x}}{\frac {\sin(x/11)}{x/11}}\cdots {\frac {\sin(x/144171)}{x/144171}}{\frac {\sin(x/144181)}{x/144181}}\,\mathrm {d} x\ {\color {red}<}\ {\frac {\pi }{2}}\ .}
Hinweis
Man beachte {\displaystyle 1/11+1/21+\ldots +1/144171=0{,}999995990\ldots \leq 1},  aber {\displaystyle 1/11+1/21+\ldots +1/144171+1/144173=1{,}000002925\ldots \not \leq 1}.

## Allgemeine Formel
Für eine Folge reeller Zahlen, {\displaystyle a_{0},a_{1},a_{2},\ldots } kann eine geschlossene Form von
{\displaystyle \int _{0}^{\infty }\prod _{k=0}^{n}{\frac {\sin(a_{k}x)}{a_{k}x}}\,\mathrm {d} x}
gegeben werden. Die geschlossene Form befasst sich mit Summen der {\displaystyle a_{k}}. Für ein n-Tupel {\displaystyle \gamma =(\gamma _{1},\gamma _{2},\ldots ,\gamma _{n})\in \{\pm 1\}^{n}} sei {\displaystyle b_{\gamma }:=a_{0}+\gamma _{1}a_{1}+\gamma _{2}a_{2}+\cdots +\gamma _{n}a_{n}}. Ein solches {\displaystyle b_{\gamma }} ist eine „alternierende Summe“ der ersten {\displaystyle a_{k}}. Setze {\displaystyle \varepsilon _{\gamma }=\gamma _{1}\gamma _{2}\cdots \gamma _{n}=\pm 1}. Dann ist
{\displaystyle \int _{0}^{\infty }\prod _{k=0}^{n}{\frac {\sin(a_{k}x)}{a_{k}x}}\,\mathrm {d} x={\frac {\pi }{2a_{0}}}C_{n}},
wobei
{\displaystyle C_{n}:={\frac {1}{2^{n}n!\prod _{k=1}^{n}a_{k}}}\sum _{\gamma \in \{\pm 1\}^{n}}\varepsilon _{\gamma }b_{\gamma }^{n}\operatorname {sgn}(b_{\gamma })}
Falls {\displaystyle a_{0}>|a_{1}|+|a_{2}|+\cdots +|a_{n}|} gilt {\displaystyle C_{n}=1}.